# Heksastylos

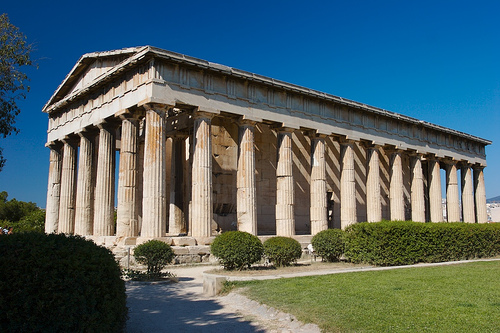
Hefajstejon

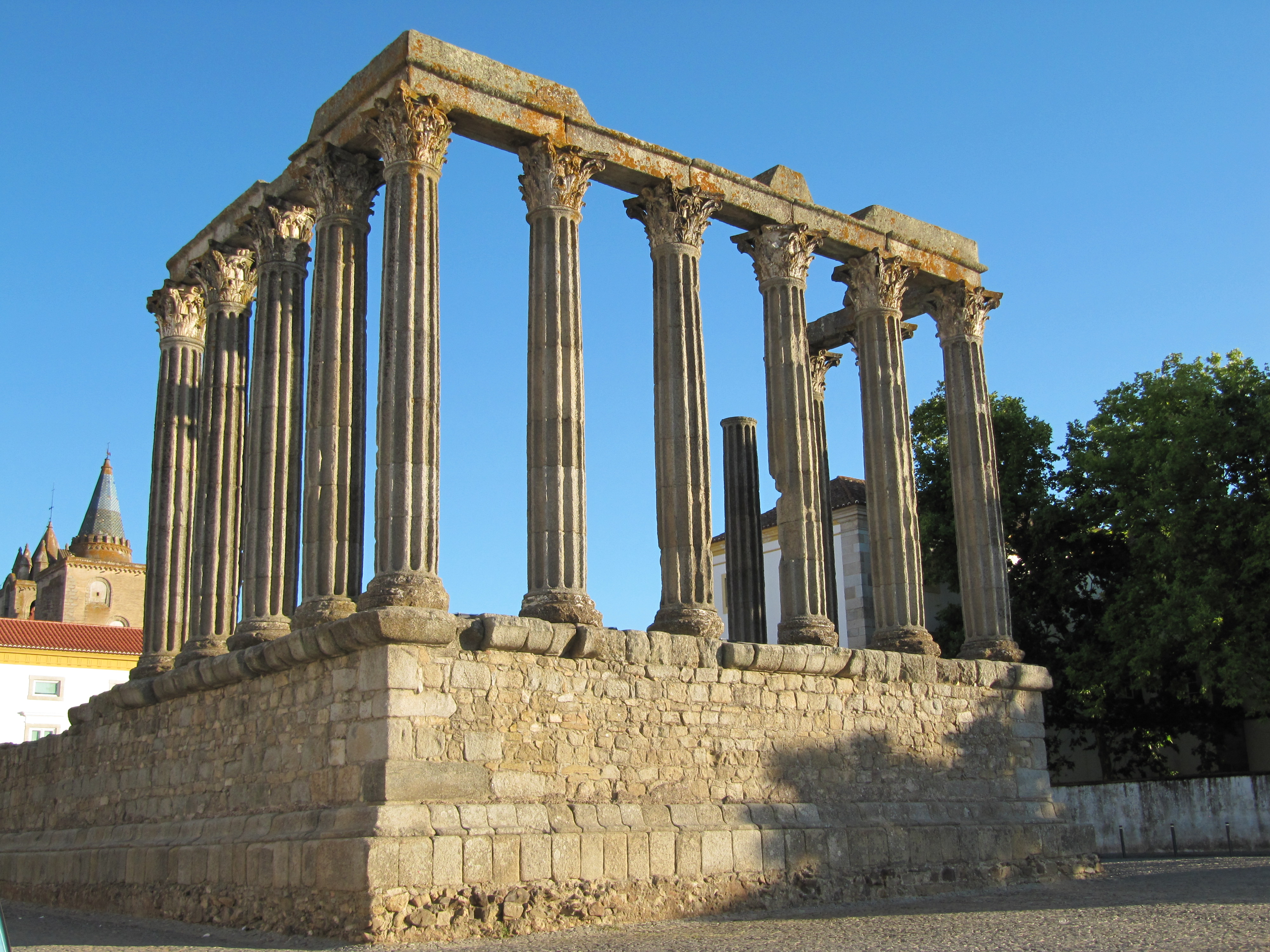
Évora

Heksastylos – świątynia grecka z sześciokolumnową fasadą typu peripteros. 

## Świątynie
- Hefajstejon
- Świątynia Afai na Eginie
- Świątynia Ateny Alea w Tegei
- Świątynia Posejdona na Sunionie
- Świątynia Zeusa Olimpijskiego w Olimpii
- Rzymska świątynia w Évorze